# Pochtenwaterval-Suldtal
De Pochtenwaterval ligt behoorlijk verscholen in het Suldtal in de Latrejebach, die even later in de Suldbach zal uitmonden. Hij ligt in Zwitserland in de buurt van Aeschi bei Spiez in het kanton Bern. De waterval is 81 meter hoog.
Bij de uitmonding van de Latrejebach in de Suldbach is een restaurant, dat met de auto te bereiken is over een smal weggetje.